# Stazione di University (Coleraine)
La stazione di University (in inglese britannico University railway station) è una fermata ferroviaria che fornisce servizio a Coleraine e dintorni, contea di Derry, Irlanda del Nord. Attualmente l'unica linea che vi passa è la Coleraine–Portrush. La stazione fu aperta il 12 giugno 1968.
La stazione per essere dotata di un solo binario è piuttosto affollata (1,6 milioni di passeggeri nell'anno 2013/2014). Tale notevole utilizzo, con un significativo picco nella fascia oraria tra le ore 7 e ore 9 nei giorni feriali, è imputabile alla sua vicinanza al campus dell'università di Ustler a Coleraine, dato che molti studenti vivono a Portrush.
Nel 2017 sono stati annunciati interventi per 10 milioni di sterline al fine di ridurre i disagi connessi al sovrautilizzo.

## Movimento
Da lunedì a sabato c'è un treno per ora e per direzione per Coleraine o Portrush, con ulteriori servizi durante le ore di punta. Qualche treno proviene da Belfast Great Victoria Street o è diretto verso essa.
La domenica la frequenza del servizio diminuisce a un treno ogni due ore per direzione.

## Servizi
- Biglietteria automatica